# 内田亜希子 (女優)
内田 亜希子（うちだ あきこ、1982年11月10日 - ）は、埼玉県出身の女優。A-team所属。

## 人物
- 身長：162 cm、B-85 cm、W-60 cm、H-88 cm。
- 特技：ピアノ、歌、イラスト、裁縫。
- 14歳から19歳まで、ソニーミュージックにてボイストレーニングなどのレッスンを受ける。
- 東京家政大学卒業。母から渡された新聞紙上の募集で、40倍の難関を経て、新国立劇場演劇研修所に入所、2008年に修了（1期生）。

## 出演作品

### TV
- 2011年4月 探偵Xからの挑戦状! Season3「殺人は難しい」（NHKテレビドラマ）
- 2013年2月 NHK BSプレミアム 80年後のKENJI～宮沢賢治21世紀映像童話集～「シグナルとシグナレス」声優
- 2020年9月 スカパー! Edge No.102 詩人・朝吹亮二の「密室」
- 2022年6月 NHK BSプレミアム・BS4K 星新一の不思議な不思議な短編ドラマ「凍った時間」

### テレビCM
- 2013年9月～ サントリー角瓶「父の日2013」篇「ハイカラの秋」篇
- 2022年5月～ 再春館製薬所 ドモホルンリンクル「お肌を愛する3日間」篇
- 2024年7月～ 【ナッシュ - nosh -】『健康ってかんたんだ ファミリー篇』

### 映画
- 2009年6月 野原位監督 「Elephant Love」
- 2013年12月 吉田良子監督　姫野カオルコ原作「受難」
- 2018年3月 滝田洋二郎監督「北の桜守」

### MV
- Nakajima Masaru「Time Goes By」

### 舞台
- 2007年5月 新国立劇場演劇研修所試演会「三文オペラ」
- 2007年6月 日仏演劇協会リーディング「テレビ番組」
- 2007年7月 新国立劇場演劇研修所試演会「あぶらでり」
- 2008年2月 新国立劇場演劇研修所修了公演「リハーサルルーム」
- 2008年3月 TPT「ミステリア・ブッフ」 - デビュー作品となる。
- 2008年9月 新国立劇場主催「近代能楽集『綾の鼓』」
- 2008年10月 ジャンクション「傾く首〜モディリアーニの折れた絵筆〜」ジャンヌ・エビュテルヌ役
- 2009年2月 パルコプロデュース「ビロクシー・ブルース」
- 2009年5月 メタリック農家「針」
- 2009年5月 ジェットラグプロデュース「今勧進帳」
- 2009年7月 劇団、江本純子「常に最高の状態」
- 2009年10月 新国立劇場主催「ヘンリー六世」
- 2010年1月 阿佐ヶ谷スパイダースPRESENTS「アンチクロックワイズ・ワンダーランド」
- 2010年5月 タカハ劇団「パラデソ」
- 2010年9月 M＆O plays＋PPPPプロデュース「窓」
- 2010年12月 松本市民芸術館 企画・制作「罪と罰」
- 2011年3月 The Globe Tokyo Produce「TRAVELING」
- 2011年6月 東京グローブ座主催「６月のビターオレンジ」
- 2011年10月 ジェットラグプロデュース「インスパイア」
- 2011年12月 シス・カンパニー「その妹」
- 2012年4月 柿喰う客 女体シェイクスピア「絶頂マクベス」マクベス夫人役
- 2012年9月 アジアの骨「A“Lone”」
- 2012年12月 ジェットラグプロデュース「見渡す限りの卑怯者」
- 2013年6月 東京グローブ座主催「シルバースプーンに映る月」
- 2013年9月 柿喰う客 女体シェイクスピア「失禁リア王」
- 2013年11月 日本テレビ 企画・製作「渇いた太陽」
- 2014年5月 戯曲リーディング 時代を築いた作家たち「禿の女歌手」
- 2014年7月 タカハ劇団「帰還の虹」
- 2014年9月 THE GLOBE TOKYO PRESENTS「フレンド-今夜此処での一と殷盛り-」
- 2015年2月 柿喰う客　女体シェイクスピア「完熟リチャード三世」
- 2015年8月 Bunkamura「青い種子は太陽のなかにある」
- 2015年10月 日本テレビ主催「カレーライフ」
- 2016年1月 Q.cosa企画「fair TRADE」
- 2016年2月 芸劇＋トーク 朗読「東京」
- 2016年10月 TCアルププロジェクト 手塚治虫原作「人間ども集まれ！」
- 2017年12月 リーディングドラマ「これだけはわかってる」
- 2018年8月 Qlouds「蝶のやうな私の郷愁」
- 2018年10月 自転車キンクリートSTORE「ライク・ア・ファーザー」
- 2019年5月 新国立劇場 こつこつプロジェクト「リチャード三世」
- 2019年10月 自転車キンクリートSTORE「本日はご来店ありがとうございます！」
- 2020年1月 PARCO PRODUCE 2020「FORTUNE」